# ぬすびと面
ぬすびと面（ぬすびとめん）とは、吉橋通夫によって書かれた短編小説である。

## 概要
1981年に岩崎書店から刊行された作品集『京のほたる火』所収の児童向け時代小説である。2010年に講談社より文庫本として刊行された『京のほたる火　京都犯科帳』にも収録されている。また、1985年に国土社から刊行されたアンソロジー・大阪国際児童文学館編『新・文学の本だな　小学校高学年1　夜明け前声がやってきた』にも収録されている。学校図書の中学一年生向け教科書・『中学校 国語 1』に収録するにあたっては、作者自身により一部加筆・修正が施されている。

## 登場人物
- 文吉 - 主人公。能面打師を生業とする。
- 伝蔵 - 赤ん坊を連れてきた盗人。「間引き」されそうになった赤ん坊を育ててくれそうな家へ配って回っていた。後に六角牢屋敷に入牢する。
- おふじ - 文吉の妻。押し付けられた赤ん坊を育てる。
- 赤ん坊 - どこかの家で間引きされそうになった。伝蔵に連れられ、文吉の家で育てられる。
- 平さん - 文吉の隣家の住人。おふじに赤ん坊の育て方を教えてやる。

## あらすじ
文吉は、この春行われる壬生狂言の新演目、「山端とろろ」で使う盗人の面を彫ることを、新演目のため手本がなくても彫ることを簡単だと思い、軽く引き受けた。しかし、仕事は一向に進まない。ぬすびとの面が打てないのだ。そんなある日、家に本物の盗人がやってきて包丁で脅され、赤ん坊をむりやり押し付けられた。文吉はこの盗人の顔に着想を得てなんとか面を完成させ、押し付けられた子供は妻のおふじに育てさせた。後に、この盗人は捕縛され入牢する。後日文吉は牢屋敷の前を通りかかった際にこの盗人を見かけ、この囚人の名前は伝蔵といい、盗みではなく家々に間引きされそうになった子供を脅しながら押し付けて回ったことから入牢したと役人から聞く。文吉が見た牢屋の中の伝蔵は何かをにらみつけていた。その時文吉は伝蔵の表情は人を怖がらせるためのものでなく、この世の不条理、許されざることを怒りをこめてにらみつけている、子を間引く親だけでなくそれを許している社会全体をにらみつけているのだと初めて理解した。文吉はもう一度、あの「ぬすびと面」を彫りなおそうと思った。